# 오야마 나오히로
오야마 나오히로(일본어: 大山 直大, 1974년 4월 24일 ~ )는 일본의 전 축구 선수이다.

## 구단 경력
1993년 재팬 풋볼 리그의 야마하 발동기(주빌로 이와타)에 입단했다. 1993년 재팬 풋볼 리그 준우승으로 J1리그로 승격했다. 1997년후 현역 은퇴.